# Dasychira sphenosema
Dasychira sphenosema är en fjärilsart som beskrevs av Collenette 1959. Dasychira sphenosema ingår i släktet Dasychira och familjen tofsspinnare. Inga underarter finns listade i Catalogue of Life.